# 土佐西南大規模公園

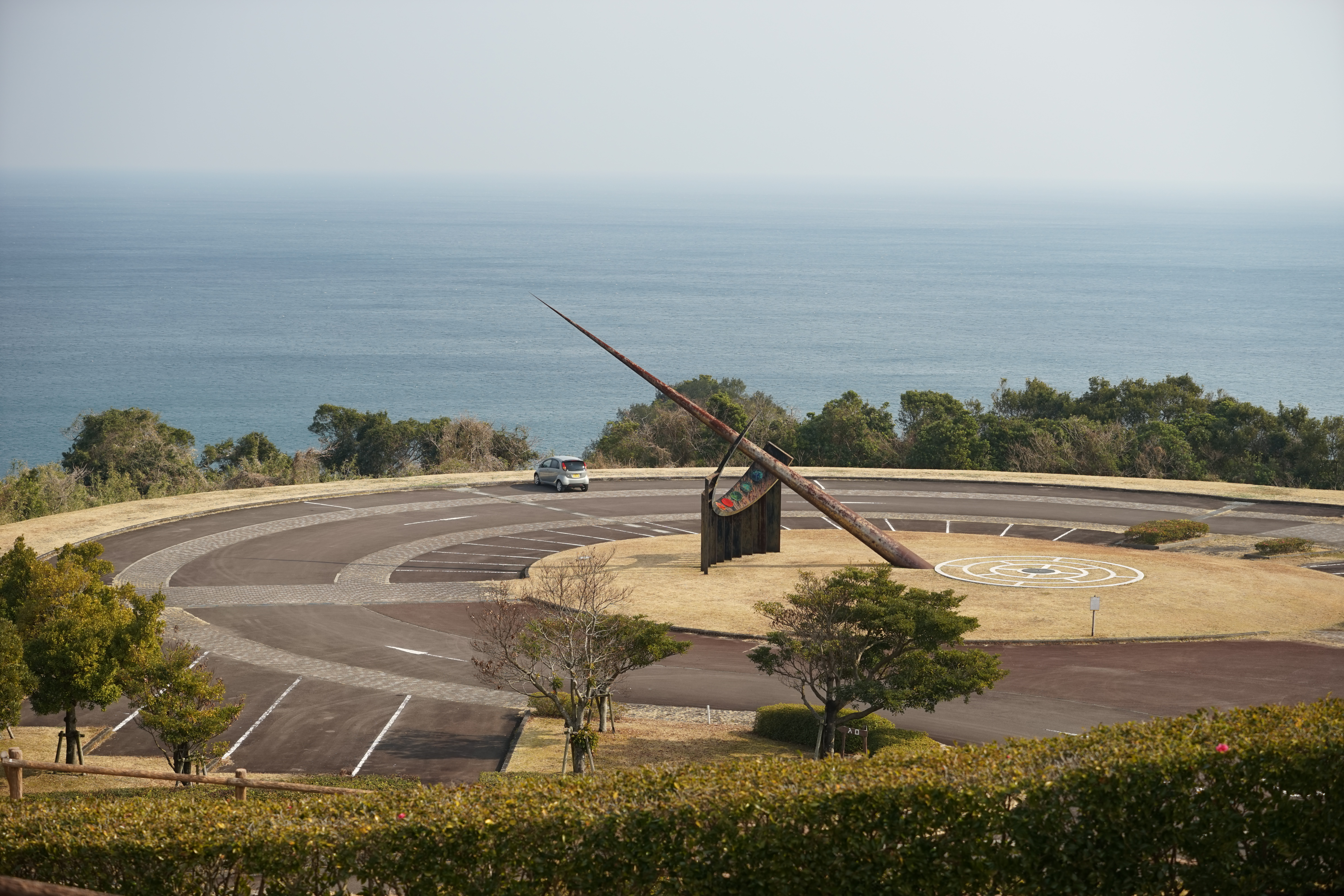
四万十地区下田エリア ｻﾝｻﾝﾊﾟｰｸ

土佐西南大規模公園（とさせいなんだいきぼこうえん）は、高知県西南部に複数個所に跨がり整備されている都市公園である。

## 概要

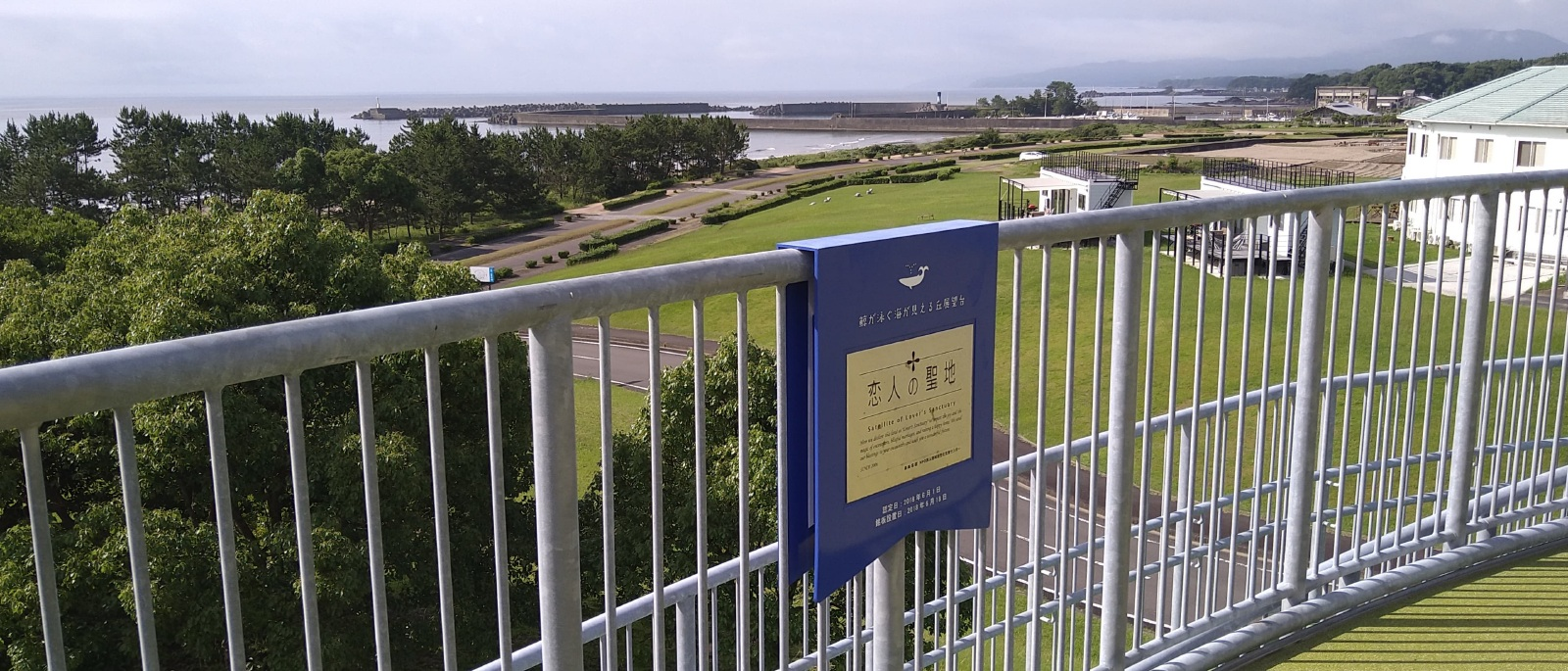
大方地区入野海岸エリア　クジラが泳ぐ海が見える展望台（恋人の聖地）

1972年（昭和47年）に都市計画決定され、1983年（昭和58年）10月に部分開園した。以後、現在まで順次整備されている。
計画総面積
　　 435.0ヘクタール
所在地区
- 四万十地区（四万十市）下田エリア・平野エリア・双海エリア
- 大方地区（黒潮町） 体育館エリア・入野海岸エリア

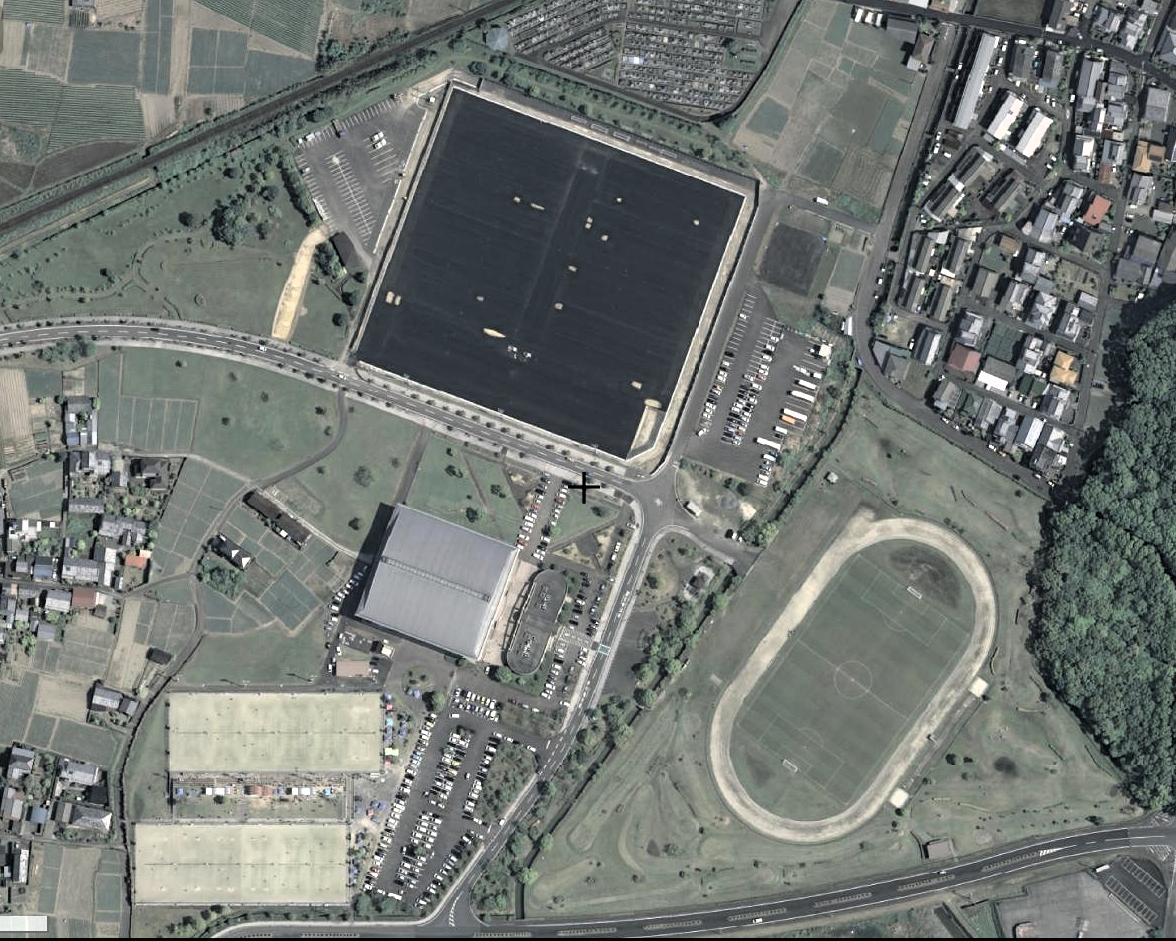
土佐西南大規模公園多目的運動広場および土佐西南大規模公園陸上競技場

- 佐賀地区（黒潮町）東公園・西公園

施設詳細については各地区項目を参照されたい。

## 沿革
- 1972年（昭和47年） - 都市計画決定、整備開始[2]
- 1983年（昭和58年） - サイクリングロード、ふるさと総合センター完成[3]
- 1985年（昭和60年） - ゲートボール場完成[4]
- 1988年（昭和63年） - サッカー場完成[5]
- 1991年（平成3年） - キャンプ場完成[6]
- 1993年（平成5年） - テニスコート完成[7]
- 1994年（平成6年） - 体育館完成[8]
- 1997年（平成9年） - 多目的運動広場完成[9]
- 2002年（平成14年） - 高知国体にて、テニス（少年）・剣道が開催される
- 2003年（平成15年） - スケートパーク完成[10]
- 2005年（平成17年） - ビオスおおがた完成（道の駅に登録）[11]
- 2007年（平成19年） - 多目的芝生広場完成（パークゴルフ含む）[12]
- 2009年（平成21年） - 野球場、海のバザール完成[13][14]
- 2011年（平成23年） - トレーニング室完成[15]
- 2019年（平成31年） - ネスト・ウエストガーデン土佐完成[16]
- 2023年（令和5年） - 土佐西南大規模公園開設40年記念[17]

## 公園内にある施設
- ゲートボール場
- サッカー場 / 陸上競技場
- 第二サッカー場 / 球技場
- テニス場
- 多目的広場
- 野球場